# Députation permanente (Espagne)
Ne doit pas être confondu avec Députation permanente et Conseil de la grandesse d'Espagne et des titres du royaume.
La députation permanente (en espagnol : Diputación permanente) est un organe constitué au sein de chaque chambre des Cortes Generales et au sein de chaque parlement régional. Elle exerce une partie des prérogatives parlementaires lorsque lesdites chambres ne siègent pas, sont dissoutes ou après expiration de leurs pouvoirs.
Chaque députation permanente est composée d'au moins 21 membres en tenant compte des effectifs de chaque groupe.

## Historique

### Selon la Constitution de 1931
La députation permanente était régulée par l'article 62 qui prévoyait qu'elle était composée d'un maximum de 21 membres selon la composition de la chambre, ayant pour président celui du Congrès des députés.
Ses fonctions étaient de s'occuper :
- Des cas de suspension de garanties constitutionnelles prévues par l'article 42 ;
- Des cas où il se réfère à l'article 80 relatif aux décret-lois ;
- Des cas de détention et poursuites judiciaires des députés ;
- Des autres affaires auxquelles le règlement de la chambre donnait attribution.

### Selon la Constitution de 1978
L'article 78 de la Constitution espagnole prévoit l'existence d'une députation permanente dans chaque chambre des Cortes.
La Constitution établit que chaque députation permanente est composée d'un minimum 21 membres qui représentent les groupes politiques en fonction de leur importance numérique et que son président est le président de la chambre concernée.
Les fonctions de la Députation permanente sont de :
- Solliciter la réunion du Parlement en session extraordinaire ;
- Assumer les facultés qui correspondent à chaque chambre en matière de décret-loi et d'états d'alarme, d'urgence ou de siège au cas où les Cortes Generales sont dissoutes ou ont vu leurs pouvoirs expirer ;
- Veiller au respect des pouvoirs des chambres lorsqu'elles ne sont pas réunies ;
- Rendre compte des affaires traitées et des décisions prises dès la réunion des chambres.

Les députations permanentes continuent d'exercer leurs fonctions une fois le mandat terminé ou en cas de dissolution et ce jusqu'à la constitution du nouveau Parlement.